# Bibliothèque d’Humanisme et Renaissance
Bibliothèque d’Humanisme et Renaissance (BHR) ist eine internationale wissenschaftliche Fachzeitschrift, die sich der Geschichte Europas in der Epoche der Renaissance widmet.
Die Zeitschrift wurde 1934 von Eugénie Droz und  Abel Lefranc gegründet und trug zunächst in den ersten sieben Jahrgängen (1934–1940) den Titel «Humanisme et Renaissance». Seit 1941 erscheint sie in neuer Folge unter ihrem jetzigen Titel «Bibliothèque d’Humanisme et Renaissance». Die verlegerische Betreuung der Zeitschrift liegt bei der Verlagsbuchhandlung Librairie Droz in Genf, wo auch die Redaktion angesiedelt ist.